# Regulus
Regulus eller Alfa Leonis (α Leonis, förkortat Alfa Leo eller α Leo), som är stjärnans Bayer-beteckning, är den ljusstarkaste stjärnan i stjärnbilden Lejonet och en av de ljusstarkaste stjärnorna på natthimlen (drygt 20:e plats).
Baserat på parallaxmätning inom Hipparcosuppdraget på ca 41,1 mas, beräknas den befinna sig på ett avstånd på ca 79 ljusår (ca 24 parsek) från solen.
Regulus är en multipelstjärna med åtminstone fyra komponenter. Primärstjärnan, Regulus A, har ett par ljussvaga följeslagare som tillsammans bildar en dubbelstjärna. De är separerade med 100 AE och kretsar kring varandra med en omloppsperiod på ca 2 000 år. Stjärnparet ligger 4 200 AE från den mycket ljusstarkare Regulus A och omloppsperioden är över 130 000 år.
Regulus BC är separerade med 5 000 AE från Regulus A. De har en gemensam rörelse genom rymdem och tros cirkulera kring varandra. Betecknade som Regulus B och Regulus C, har paret Henry Draper Katalognummer HD 87884. Den första är en stjärna av spektralklass K2 V, medan följeslagaren är approximativt av klass M4 V. Stjärnparet har en omloppsperiod på ca 600 år med en separation på 2,5 bågsekunder år 1942.

## Nomenklatur
Regulus betyder 'prins' på latin. Stjärnan är även känd som Kalb Al Asad från arabiskans 'lejonets hjärta'.
År 2016 organiserade Internationella astronomiska unionen en arbetsgrupp för stjärnnamn (WGSN) med uppgift att katalogisera och standardisera riktiga namn för stjärnor. WGSN:s första bulletin från juli 2016 innehöll en tabell över de första två satserna av namn som fastställts av WGSN där namnet Regulus anges för denna stjärna, vilket nu ingår i IAU: Catalog of Star Names.

## Egenskaper
Primärstjärnan Regulus A en blåvit stjärna i huvudserien av spektralklass B8 IVn. Den har en massa som är ca 3,8 gånger större massa än solen, har en radie som är ca 3 gånger större än solens och avger från dess fotosfär ca 290 gånger mera energi än solen vid en effektiv temperatur på ca 12 500 K.
Regulus A är en relativt ung stjärna med en ålder av drygt en [miljard år. Den roterar mycket snabbt med en projicerad rotationshastighet på 347 km/s, eller ett varv på 15,9 timmar, vilket ger stjärnan ett ovalt utseende (jämför detta med solens måttligare rotationstid på 29,5 dagar). Regulus A är en dubbelstjärna där primärstjärnan omkretsas av en stjärna med en massa av minst 0,3 solmassor och förmodligen är en vit dvärg. De två stjärnorna tar ca 40 dygn för att slutföra en bana runt sitt gemensamma centrum. Med tanke på primärestjärnans extremt förvrängda form kan den relativa omloppsrörelsen väsentligt förändras.

## Landskapsstjärna
Regulus är Hälsinglands landskapsstjärna.